# Elisabetta Pozzi
Elisabetta Pozzi (Genova, 23 febbraio 1955) è un'attrice italiana.
Ha vinto nel 1992 il David di Donatello per la migliore attrice non protagonista per Maledetto il giorno che t'ho incontrato (1992) di Carlo Verdone.

## Biografia
Formatasi presso la scuola del Teatro di Genova, ha iniziato a recitare adolescente interpretando piccoli ruoli in diversi spettacoli, fino al debutto, a fianco di Giorgio Albertazzi che la sceglie come protagonista, ne Il fu Mattia Pascal, pièce tratta dall'omonimo romanzo di Luigi Pirandello.
Inizia rapidamente ad affrontare personaggi femminili particolarmente complessi, portandoli in scena grazie a regie tese a valorizzarli incentrando spesso l'intero dramma o l'azione scenica su di loro. Per le sue interpretazioni è stata insignita di quattro Premi Ubu, due premi della critica e il Premio Eleonora Duse.
Per il cinema interpreta varie pellicole tra cui Maledetto il giorno che t'ho incontrato di Carlo Verdone grazie al quale riceve un David di Donatello nel 1992 come miglior attrice non protagonista.

## Filmografia

### Cinema
- Sarò tutta per te, episodio di Dove vai in vacanza?, regia di Mauro Bolognini (1978)
- Il mistero di Oberwald, regia di Michelangelo Antonioni (1980)
- Non ci resta che piangere, regia di Massimo Troisi e Roberto Benigni (1984)
- Maggio musicale, regia di Ugo Gregoretti (1989)
- Maledetto il giorno che t'ho incontrato, regia di Carlo Verdone (1992)
- Giovani, regia di Luca Mazzieri (2003)
- Cuore sacro, regia di Ferzan Özpetek (2005)
- Amo la tempesta, regia di Maurizio Losi (2017)

### Televisione
- Rosso veneziano, regia di Marco Leto – miniserie TV (1976)
- La governante, di Vitaliano Brancati, regia di Giorgio Albertazzi, trasmessa il 14 ottobre 1978
- Che fare?, regia di Gianni Serra – miniserie TV (1979)
- Bambole: scene di un delitto perfetto, regia di Alberto Negrin – miniserie TV (1980)
- Pronto soccorso, regia di Francesco Massaro – miniserie TV (1990)
- Braccialetti rossi – serie TV (2015)

### Cortometraggi
- Isabella, regia di Claudio Pelizzer (2017)

## Teatro
- Il fu Mattia Pascal tratto dal romanzo di Luigi Pirandello, regia di Luigi Squarzina, con Giorgio Albertazzi, E.P. (1974)
- Max Gericke di Manfred Karge, con E. P., regia Walter Le Moli (1989)
- Colui che non sta al gioco, di Hugo von Hofmannsthal, regia di Giorgio Albertazzi (1985)
- Piccoli equivoci di Claudio Bigagli, regia di Franco Però; Spoleto, Festival dei Due Mondi (1986)
- Misura per misura di William Shakespeare, regia di Jonathan Miller (1987)
- Il gabbiano di Anton Čechov, regia di Walter Le Moli, (1989)
- I serpenti della pioggia di Per Olov Enquist, regia di Franco Però, con E.P., (1990)
- Crimini del cuore di Beth Henley, regia Nanni Loy, con E. P., Giuliana De Sio, Pamela Villoresi (1992)
- I sequestrati di Altona di Jean-Paul Sartre, regia di Walter Le Moli, con Piero Di Jorio, Sergio Fantoni, Franco Castellano, Bruna Rossi (1992-1993)
- L'attesa di Remo Binosi, regia di Cristina Pezzoli, con E.P., Maddalena Crippa (1993)
- Molto rumore per nulla di William Shakespeare, regia di Gigi Dall'Aglio, con E.P., Massimo Popolizio; Parma, Teatro Stabile di Parma, (1994)
- Zio Vanja di Anton Čechov, regia di Peter Stein, con E.P., Maddalena Crippa, Michele de' Marchi, Giovanni Fochi, Renzo Giovampietro, Remo Girone, Roberto Herlitzka, Tania Rocchetta, Bianca Sollazzo, Lino Troisi (1996)
- Il lutto si addice a Elettra di Eugene O'Neill, regia di Luca Ronconi, con E.P., Mariangela Melato, Marisa Fabbri, Massimo Popolizio (1996)
- Adelchi di Alessandro Manzoni – spettacolo in forma di concerto in memoria di Antonio Striano; (II edizione); rielaborazione di Carmelo Bene; musiche di G. Giani Luporini; costumi L. Viglietti; con Carmelo Bene, E. P.; Roma, Teatro Quirino, (8 ottobre 1997).
- Alice oltre lo specchio dal romanzo di Lewis Carroll, regia Giorgio Gallione, con E. P., musiche di Ivano Fossati (1999)
- Delirio a due di Eugène Ionesco, regia di Walter Le Moli, con E. P., Franco Castellano (2000)
- Come vi piace di William Shakespeare, regia di Gigi Dall'Aglio, con E. P. (2000)
- La ragazza infame di Maria Pia Daniele, regia di Gigi Dall'Aglio, con E. P. (2000)
- Ciò esula, monologo teatrale. Genova, Teatro Duse (2002)
- Elettra di Euripide, regia Piero Maccarinelli, con E. P. (2002)
- Amleto di William Shakespeare, regia di Walter Le Moli con E. P., Mariangela D'Abbraccio, Mauro Avogadro, Gigi Dall'Aglio, Francesco Migliaccio, Giovanna Di Rauso, Roberto Abbati, Ruggero Cara, Nicola Alcozer, Cosimo Cineri, Giancarlo Condè (2002)
- Il benessere di Franco Brusati, regia di Mauro Avogadro, con E.P., Luca Lazzareschi, Anita Bartolucci e Marco Toloni; Parma, Teatro Due (2003)
- Ti ho amata per la tua voce, dal romanzo di Sélim Nassib, con E.P. (2004)
- La donna del mare di Henrik Ibsen, regia di Mauro Avogadro, con E.P.; (2005)
- Fedra di Yiannis Ritsos, regia di Francesco Tavassi, con E.P.; (2005)
- Ecuba di Euripide, regia di Massimo Castri, con E.P., Sergio Romano, Paolo Calabresi, Ilaria Genatiempo, Sergio Leone, Miro Landoni; Teatro greco di Siracusa (2006)
- Frozen di Byron Levery, con Maria Paiato, Fausto Russo Alesi, E. P. (2007)
- Le grazie di Isabella di Davide Daolmi, con E. P., musiche di Michele dall'Ongaro (2007)
- Fahrenheit 451 di Ray Bradbury, regia di Luca Ronconi con E.P.; Moncalieri, Limone Fonderie Teatrali (2007)
- Medea di Euripide, Teatro Greco di Siracusa (2009)
- Aiace di Sofocle, Teatro Greco di Siracusa (2010)
- Euripide di Euripide, Teatro Greco di Siracusa (2010)
- Elektra di Hugo von Hofmannsthal, regia di Carmelo Rifici, Teatro Stabile del Veneto (2011)
- La diva, dal romanzo La Diva Julia di William Somerset Maugham, adattato per il teatro da Laura Sicignano. Regia: Laura Sicignano. In scena: Elisabetta Pozzi e Sara Cianfriglia (2014)
- Il gabbiano di Anton Čechov, regia di Marco Sciaccaluga (2017)
- Lisistrata di Aristofane, regia di Tullio Solenghi, Teatro Greco di Siracusa (2019)
- Le Troiane di Euripide, Centro Teatrale Bresciano, regia di Andrea Chiodi (2020)
- The Children di Lucy Kirkwood, Centro Teatrale Bresciano, regia di Andrea Chiodi (2021)
- Lady Macbeth, Suite per Adelaide Ristori, Teatro Nazionale di Genova, regia di Davide Livermore (2022)
- Maneggi per maritare una figlia, con Tullio Solenghi, regia di Tullio Solenghi (2022)
- Maria Stuarda di Friedrich Schiller, Teatro Nazionale di Genova, regia di Davide Livermore (2022)
- Un perdente di successo, dall'autobiografia di Giorgio Albertazzi, adattamento di Mariangela D'Abbraccio, allestimento scenico di Francesco Tavassi (2023)

## Prosa televisiva RAI
- Che fare? di Nikolaj Gavrilovič Černyševskij, regia di Gianni Serra, trasmessa nel 1977.
- Pericle principe di Tiro di William Shakespeare, regia di Giancarlo Cobelli, trasmessa il 3 maggio 1977.
- La governante di Vitaliano Brancati, regia di Giorgio Albertazzi, trasmessa il 14 ottobre 1978.
- La conversazione continuamente interrotta di Ennio Flaiano, regia di Luciano Salce, trasmessa il 4 novembre 1978.
- Antonio e Cleopatra di William Shakespeare, regia di Roberto Guicciardini, trasmessa il 27 giugno 1979.
- Colui che non sta al gioco, regia di Giorgio Albertazzi, trasmessa il 1º luglio 1985.
- Molto rumore per nulla di William Shakespeare, regia di Gigi Dall'Aglio, trasmessa il 30 dicembre 1995.
- Giacomo il prepotente, regia di Piero Maccarinelli, trasmessa il 9 giugno 1998.
- La ragazza infame di Maria Pia Daniele, regia di Gigi Dall'Aglio, trasmessa nel 2000-2002

## Riconoscimenti
- David di Donatello
  - 1992 – Migliore attrice non protagonista per Maledetto il giorno che t'ho incontrato
- Premio Flaiano sezione teatro
  - 1989 – Migliore interprete per il complesso della sua opera
  - 2003 – Migliore interprete per Maria Stuarda di Dacia Maraini
- Premio Ubu
  - 1988/1989 – Migliore attrice per Giacomo, il prepotente di Giuseppe Manfridi, Arden e Francesca da Rimini di Gabriele D'Annunzio
  - 1990/1991 – Migliore attrice per I serpenti della pioggia di Per Olov Enquist
  - 1995/1996 – Migliore attrice per Zio Vanja di Anton Čechov
  - 1996/1997 – Migliore attrice per Il lutto si addice ad Elettra di Eugene O'Neill